# Jean-Marie Calès
Pour les articles homonymes, voir Calès.
Jean-Marie Calès, né le 13 octobre 1757 à Cessales (Haute-Garonne) et mort le 13 avril 1834 à Liège, est un médecin et homme politique français, dont l'activité s'exerce principalement pendant la période de la Révolution française.

## Biographie
Jean-Marie Calès est député de la Haute-Garonne à la Convention nationale de 1792 à 1795 et au Conseil des Cinq-Cents de 1795 à 1798, ainsi que membre du Comité de sûreté générale en 1795. Il est également désigné Représentant en mission entre 1793 et 1795 par la Convention et envoyé dans les Ardennes, dans la Côte D’Or et dans le Doubs. Il se retire de la vie politique en 1798, avant d’être banni du territoire français comme régicide sous la Restauration en 1816.
Bien qu'ayant voté la mort du roi Louis XVI, le représentant montagnard Calès est cependant un révolutionnaire modéré. Nourri des idées rénovatrices caractérisant la période pré-révolutionnaire des lumières, il n’appuie aucune des mesures radicales du régime de la Terreur et se prononce même contre Robespierre lors des événements du 9 thermidor. Son activité parlementaire se caractérise particulièrement par sa vision réformatrice de la société et des institutions, et se manifeste notamment dans ses propositions novatrices sur les futures constitutions (Constitution de l'an I et Constitution de l'an III), sur l'instruction publique et sur la place des femmes dans la nouvelle société. Comme Représentant en mission, il assure également avec beaucoup d’efficacité un travail administratif d'organisation, de logistique, de maintien de l'ordre et de développement industriel dans les régions. Jusqu’à ses dernières heures, il ne trahit jamais ses idéaux républicains et humanistes et conserva avec constance une hostilité marquée à l’égard de la noblesse méprisante et du clergé obscurantiste, ainsi qu'une compréhension fine des difficultés du peuple. Son héritage républicain se conservera tout au long du XIXe siècle dans la Haute-Garonne à travers l'œuvre politique de son neveu Godefroy Calès, puis de son petit-neveu Jean-Jules-Godefroy Calès, tous deux députés Républicains aux Assemblées nationales de 1848 et de 1885.
Calès se marie, en octobre 1793, à Marie-Sylphide Anne Poupardin (veuve du négociant Gabriel-Étienne Poupardin du Rivage d'Orléans), née Chardron à Sedan en 1768 et décédée en 1828 à Liège, en exil aux côtés de son époux Calès, avec lequel elle n'a pas d'enfant.

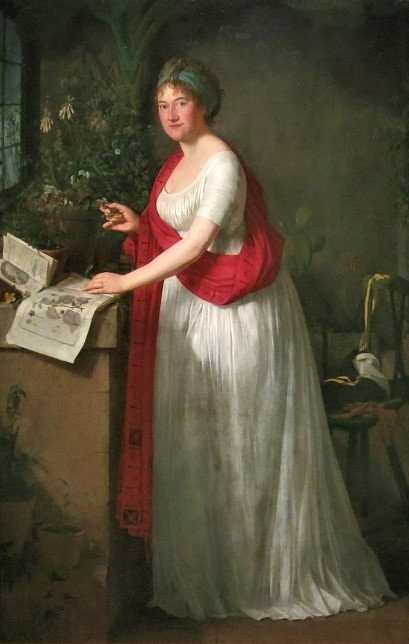
Portrait de Marie-Sylphide Calès par Julie Philipault, années 1800, musée des beaux-arts d'Orléans

Calès meurt également à Liège en exil, six ans plus tard, le 13 avril 1834, à l'âge de 76 ans.

### Jeunesse
Jean-Marie Calès, fils de « Jean Calès, échevin de Caraman et de Demoiselle Jeanne Rochas », naît le 13 octobre 1757 à Cessales, un petit village de la région du Lauragais près de Toulouse. Jean-Marie est l'aîné d'une fratrie de 10 enfants, comprenant deux sœurs et huit frères, dont le second, Jean Calès (1764-1840) est inspecteur général des hôpitaux militaires, le quatrième, Jean-Chrysostôme Calès (1769-1853) est colonel de la Grande-Armée et baron d'Empire (ainsi qu'un élu de l'éphémère Chambre des représentants mise en place lors des Cent-Jours par Napoléon Ier en 1815), et le cinquième, Jean Joseph Etienne Victorin Calès (1772-1853) est officier militaire. Leurs parents sont des propriétaires terriens du Lauragais, issus tous deux de vieilles familles protestantes enracinées dans la région et converties au catholicisme après la révocation de l'édit de Nantes par le roi Louis XIV en 1685.
Au décès de son père en 1785, Jean-Marie, âgé de 28 ans, s'inscrit à la faculté de médecine de l’université de Toulouse. Sorti docteur, il s'installe et pratique la médecine dans la ville de Revel (Haute-Garonne). Il devient rapidement correspondant de l’académie d’Arras et rédige un Art de guérir. Il devient à cette époque un fervent partisan de la révolution et est chargé de remplir certaines fonctions administratives, notamment celle de Procureur-syndic du district de Revel, avant d’être élu le 9 septembre 1791, administrateur du département de la Haute-Garonne. Mais il refuse ce dernier poste et les électeurs choisissent à sa place son frère cadet Jean Calès (1764-1840). Jean-Marie est également membre de la société des Amis de la Constitution (ou club des Jacobins) de Revel entre 1791 et 1792.

### Sous la Convention nationale

#### Installation de la République
Jean-Marie Calès se présente aux élections législatives du 6 septembre 1792 et est élu député à la Convention nationale par le département de la Haute-Garonne. A 34 ans, il est le plus jeune des douze députés du département élus. Ces élections législatives, première expérience du suffrage universel dans l'histoire de France, sont tenues dans un contexte national extrêmement tendu, moins d'un mois seulement après la journée insurrectionnelle du 10 août 1792 (prise du palais royal des Tuileries par la Commune insurrectionnelle de Paris ou « Seconde Révolution ») et sous la menace imminente des troupes autrichiennes et prussiennes menées par le duc de Brunswick, qui marchent sur Paris pour libérer le roi Louis XVI, arrêté et suspendu lors des journées du 10 août, et pour restaurer la monarchie absolue.
Lors de sa première séance, tenue dans la salle du Manège le 21 septembre 1792 (le lendemain de la victoire des troupes françaises à la bataille de Valmy), la Convention nationale proclame l'abolition de la royauté. Le lendemain, le 22 septembre 1792, elle proclame par décret la Première République française. Les actes publics sont désormais datés à partir de l'« An I » de la République.
Favorable à la république, Calès se range dans le groupe des députés de la « Montagne » (appelée ainsi parce qu'ils siègent sur les plus hauts bancs de l'assemblée), considéré comme le plus radical de l'assemblée et dominé par des personnalités telles que Georges Danton, Jean-Paul Marat et Maximilien de Robespierre. Ce groupe s'oppose notamment au groupe des députés Girondins.

#### Procès du roi Louis XVI et de la reine Marie-Antoinette

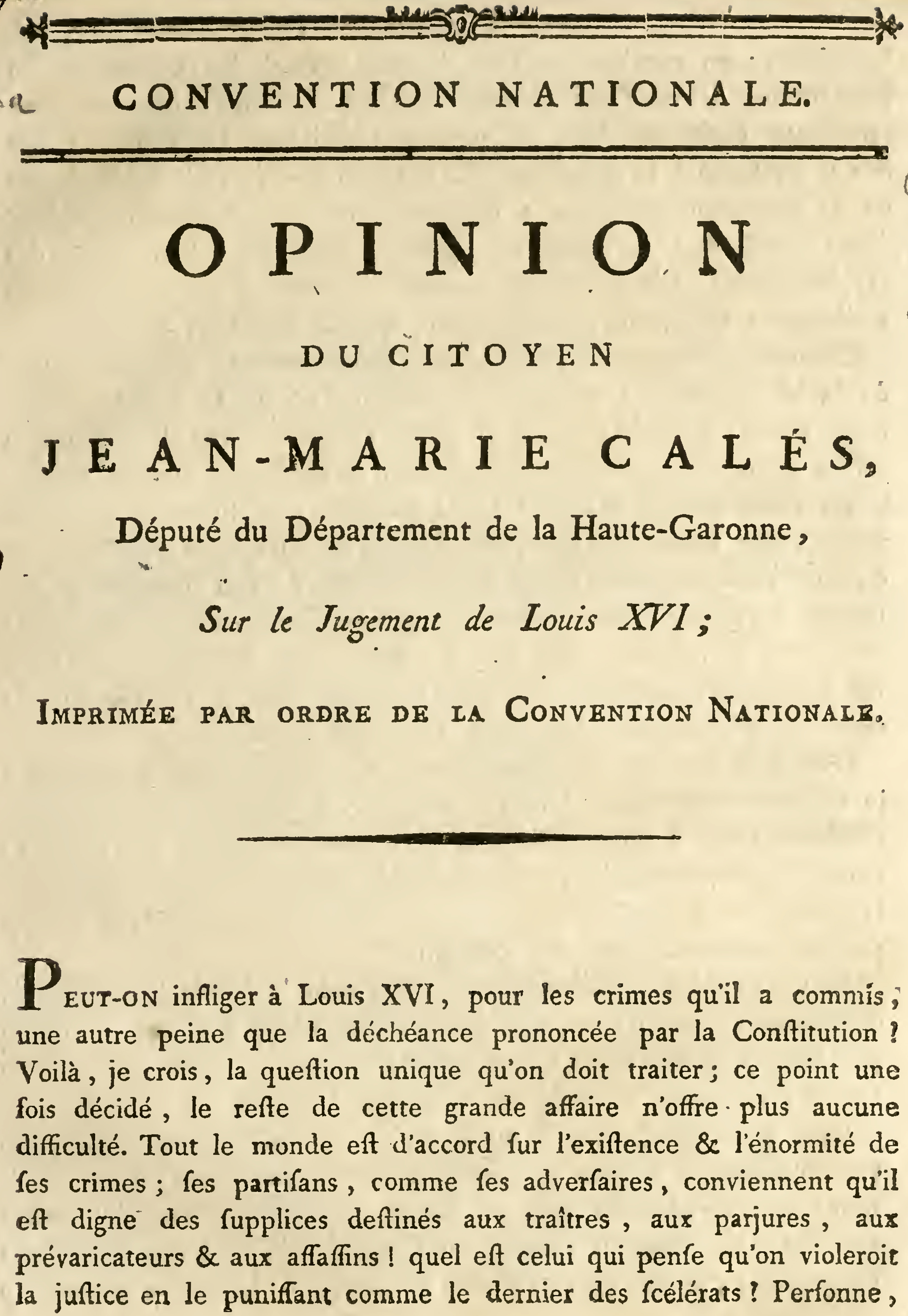
Opinion du citoyen Jean-Marie Calès, député du département de la Haute-Garonne, sur le jugement de Louis XVI. Imprimée par ordre de la Convention Nationale (1792)

Lorsque la Convention organise le procès de Louis XVI, qui se tient entre les 10 et 26 décembre 1792, Calès fait publier son Opinion sur le jugement du roi, puis vote le 15 janvier 1793 « pour » la mort du roi, « sans ratification par le peuple » et « sans sursis ». Il déclare notamment devant l'assemblée : « Je vote pour la mort, et tout mon regret est de n'avoir pas à prononcer sur tous les tyrans ». Ce vote de Calès est relaté plus tard dans Quatrevingt-treize, le dernier roman de Victor Hugo :

« On se montrait l’angle où siégeaient, se touchant le coude, les sept représentants de la Haute-Garonne qui, appelés les premiers à prononcer leur verdict sur Louis XVI, avaient ainsi répondu l’un après l’autre : Mailhe : la mort. - Delmas : la mort. - Projean : la mort. - Calès : la mort. - Ayral : la mort. - Julien : la mort. - Desaby : la mort. »

— Victor Hugo, Quatrevingt-treize (1874)
Le roi est condamné à mort par une majorité extrêmement étroite, de 365 voix contre 356, puis après recomptage des voix le lendemain, de 361 contre 360. Il est guillotiné le 21 janvier 1793, place de la Révolution.
Six mois plus tard, le 5 août 1793, Calès, alors représentant en mission auprès des armées des Ardennes, envoie depuis le camp d'Ivoy une lettre à la Convention afin d'adhérer au décret qui ordonnait le renvoi de la reine Marie-Antoinette devant le tribunal révolutionnaire. Il s'exprime en ces termes : « Citoyens mes collègues, vous avez décrété que Marie-Antoinette serait renvoyée au tribunal révolutionnaire et j'avais le malheur d'être absent lorsque vous avez rendu ce décret. Je vous prie de recevoir mon adhésion comme une preuve de mon horreur pour les tyrans et de mon mépris pour les menaces de ceux qui défendent leur cause. » Le 5 octobre 1793, la Convention vote ce décret ; le 14, les audiences du tribunal révolutionnaire menées par l’accusateur public Fouquier-Tinville débutent : la condamnation à mort pour haute trahison est prononcée le 16 octobre 1793. Quelques heures plus tard seulement, Marie-Antoinette est guillotinée comme son époux, place de la Révolution.
Après la mort du Roi, l'Assemblée nationale quitte la salle du Manège et déménage le 9 mai 1793 dans l'ancien Palais Royal des Tuileries voisin. Elle s'installe dans la salle des Machines, plus grande, plus confortable et plus adéquate aux sessions parlementaires, dans laquelle elle réalise l'essentiel de ses travaux (jusqu'à son transfert final et définitif dans l'actuel Palais Bourbon le 21 janvier 1798).

#### Projet de Constitution

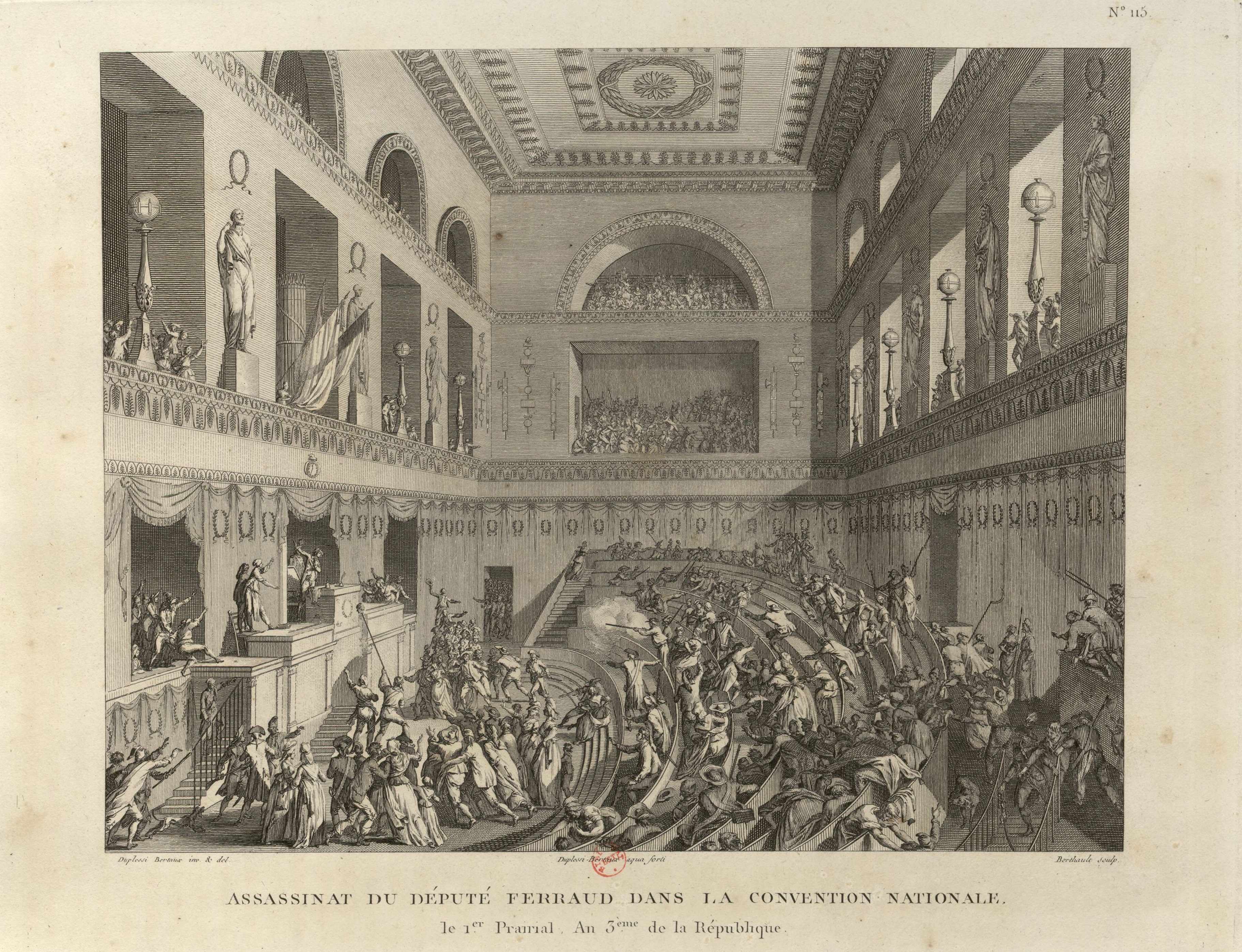
C'est dans la salle des Machines du palais des Tuileries, que se réunit la Convention nationale du 9 mai 1793 au 21 janvier 1798 (Estampe de Jean Duplessis-Bertaux (entre 1793 et 1803), Musée Carnavalet, Paris).

Calès fait partie de la cinquantaine de conventionnels qui font imprimer la même année des projets de constitution, concurremment avec celui proposé par Condorcet les 15 et 16 février 1793 (Projet de constitution girondine). Il fait imprimer deux brochures libérales intitulées : Notes sur le plan de constitution, et Suite des Notes. Bien que montagnard, Calès y critique le plan de constitution proposé par le Comité de Salut Public qui consacrait le démocratisme d'inspiration Rousseauiste de la souveraineté populaire (démocratie directe), au détriment du principe de souveraineté nationale (démocratie représentative) inspiré par Montesquieu puis par Sieyès en 1789. Ainsi, ce projet émis par le comité, très démocratique et décentralisé, prévoyait que le peuple français serait distribué pour l'exercice de sa souveraineté en assemblées primaires de canton. Le représentant Calès rappelle que « le peuple pris en masse, ne peut, dans un grand état, exercer par lui-même son droit de législation, ni manier le timon du gouvernement au risque que la France entière verrait ses ateliers, son agriculture & son commerce abandonnés, et le peuple serait sans cesse réunit en assemblées délibérantes. » Aussi, il se prononce pour l'organisation d'une « république représentative » et non « absolue ».
De même, contre les excès de l’égalitarisme, il y propose une république méritante en offrant d'établir quatre « degrés d'honneur » dans l'État : pour l'agriculteur, le guerrier, le savant et l'artisan (« j’aurais voulu que ces degrés d’honneur fussent personnels, & que la qualité de citoyen français en fît la base & le mérite »). Il s'oppose également à faire du droit à l'insurrection une loi de la République (« Il est dans la nature, & vous n’avez nul besoin de l'ériger fastidieusement & inutilement en loi »). Enfin, le libéral et tolérant citoyen Calès y critique certaines propositions dirigistes et uniformisatrices du comité qui étaient destinées à renforcer l'unité du corps social et de la nation : « En effet, l’intérêt particulier, l’amour propre, les penchants des sexes l’un vers l’autre, les sentiments religieux, qu’on pourra changer, modifier, mais non détruire, ces mobiles du cœur humain, ont été comptés pour rien dans les calculs du Comité. »
La Convention promulgue solennellement la Constitution de l'an I le 24 juin 1793 (constitution du 6 messidor an I, dite « convention montagnarde »). Elle est ratifiée par référendum le 9 août, mais ne sera jamais appliquée : en effet, deux mois plus tard seulement, le 10 octobre 1793, la Convention décrète que son application est suspendue et que « le gouvernement sera révolutionnaire jusqu'à la paix ». La Convention adoptera par la suite la Constitution de l'an III (22 août 1795, ayant pour préambule la Déclaration des droits et des devoirs de l'homme et du citoyen), qui sera approuvée par plébiscite le 6 septembre, qui établira le suffrage censitaire, et qui allait fonder les bases du nouveau régime: le Directoire.

#### Projet sur l'Instruction Publique
Dans le cadre de la grande idée révolutionnaire de la régénération de l’homme - et de la femme en particulier - Calès fait publier un projet sur l’instruction publique, considéré comme très progressiste pour l’époque, car il concerne les femmes : « Vous conviendrez, citoyens, que tous les projets qu'on vous a présentés jusqu'ici n'ont de rapport qu'à une partie de l'humanité, & qu'il semble que la classe la plus intéressante de la société n'ait pas encore mérité de fixer l'attention du législateur. Oui, toujours occupés des hommes, je n'entends jamais parler des femmes. » Ces débats sur l’école publique sont à l’époque l’occasion pour les conventionnels de définir les normes de la féminité nouvelle. Influencé par les idées de Condorcet, Calès y développe ses propositions novatrices sur l’établissement de maisons publiques d’éducation « différant des anciens couvents » dans lesquelles aucune religion ne sera enseignée, et réservées aux jeunes filles de huit à douze ou quinze ans, « confiées à des citoyennes connues par leurs vertus, leurs talents et leur amour pour les lois de l’état ». Elles y recevront une éducation « fondée sur les lois éternelles de la raison et la vérité », elles y apprendront à lire, à écrire, à parler le français, à compter et à tenir un ménage. Non gratuite encore, cette éducation sera néanmoins modérée et financée sur base de revenus, incluant un maximum au-delà duquel l’État prendra en charge les dépenses supplémentaires.
De même, en juillet 1793, afin de remédier à l’illettrisme au sein de l’armée, Calès propose que l'avancement en grade ne soit plus simplement déterminé par l’ancienneté de service, mais conditionné à la maîtrise de la lecture et de l’écriture. « Il est urgent de remédier à cet abus en exigeant que l'individu ait les qualités requises ». Un décret du 27 pluviôse an II (12 février 1794), établira plus tard qu'aucun citoyen ne pourra être promu, depuis le grade de caporal jusqu'à celui de général en chef, s'il ne sait lire et écrire.
Au sein de la Convention, Calès participe à la fondation de nombreuses institutions aujourd'hui célèbres : le Muséum d’histoire naturelle (10 juin 1793), l’École polytechnique (28 septembre 1794), le Conservatoire national des arts et métiers (CNAM) (10 octobre 1794), l’École normale supérieure (ENS) (30 octobre 1794), le système métrique, le Conservatoire de musique (CNSM), le Conservateur des hypothèques et l’École spéciale des Langues orientales (INALCO) (30 mars 1795). Est voté également par la Convention le décret du 19 mars 1793, qui affirme, conjointement au « droit au travail », le « droit à l'assistance » pour tout homme hors d'état de travailler (les secours publics sont une « dette sacrée », Constitution de 1793). La loi du 22 floréal an II (11 mai 1794) organise l'assistance publique dans les campagnes.

#### Représentant en mission

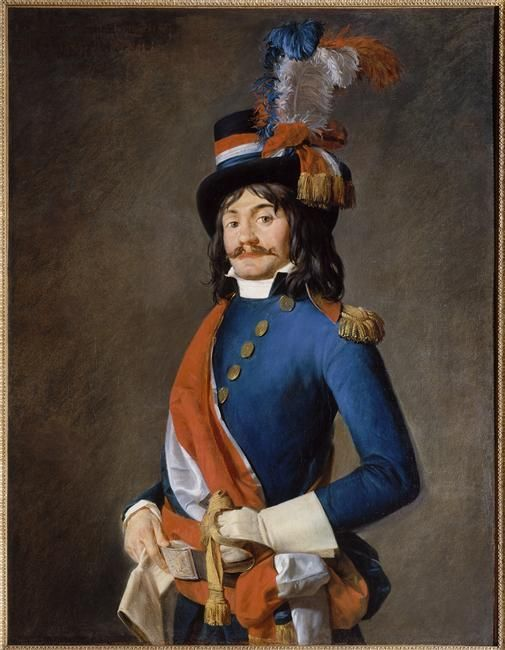
Un représentant du peuple en mission (longtemps identifiée comme un portrait de Jean-Baptiste Milhaud attribué à David, cette peinture est aujourd'hui sans attribution certaine).

Le 15 juin 1793, Calès est désigné Représentant en mission, c'est-à-dire envoyé extraordinaire de l'Assemblée pour veiller au maintien de l'ordre et à l'application des lois dans les départements et dans les armées. Il est envoyé en mission à diverses reprises entre 1793 et 1795, et notamment dans les Ardennes et la Marne le 17 juin 1793 pour assurer l'approvisionnement des troupes. Pendant sa mission, il prononce le 10 août 1793 au Champ de Mars de Sedan un retentissant Discours qu'il fit imprimer dans cette ville. Ce discours commence en ces termes exaltés : « Quel spectacle pour l'univers ! Quel jour pour l'homme digne d’être libre ! Quel moment pour un cœur qui a longtemps gémi sous les chaînes d'un indigne esclavage, en soupirant pour les douceurs de la liberté. » Il rencontre alors dans cette ville sa future épouse Mme Marie-Sylphide Anne Poupardin (1768-1828), veuve du négociant Gabriel-Étienne Poupardin du Rivage d'Orléans. Elle appartient à une famille d’industriels d’origine protestante, possède une manufacture à Sedan, ce qui lui confère une certaine aisance et a déjà deux enfants de son premier mariage. Ils se marient en octobre 1793.
Cependant, après quatre mois de mission, le 19 octobre 1793, son collègue Jean-Baptiste Perrin des Vosges et lui-même sont rappelés à Paris étant considérés comme « trop modérés ». En réalité, ce rappel fait suite à des dénonciations calomnieuses émises par des membres de la Société Populaire de Sedan, ainsi que par le maire de la ville, Jean-Baptiste Vassant, qui les accusent d'avoir trop fréquenté la haute société de Sedan (avec comme preuve à l'appui, la nouvelle épouse fortunée de Calès). Cependant, les deux représentants sont défendus par les députés des Ardennes et par le conseil général de la commune de Charleville qui demandent à la Convention (dans une adresse élogieuse lue lors de la séance du 27 septembre 1793) que « les infâmes calomniateurs de ces députés soient livrés au tribunal révolutionnaire ». Les accusations ne sont ainsi pas suivies d’effet. Calès et Perrin publient un Rapport de cette mission, fait à la Convention, qui est également imprimé.

#### Convention Thermidorienne

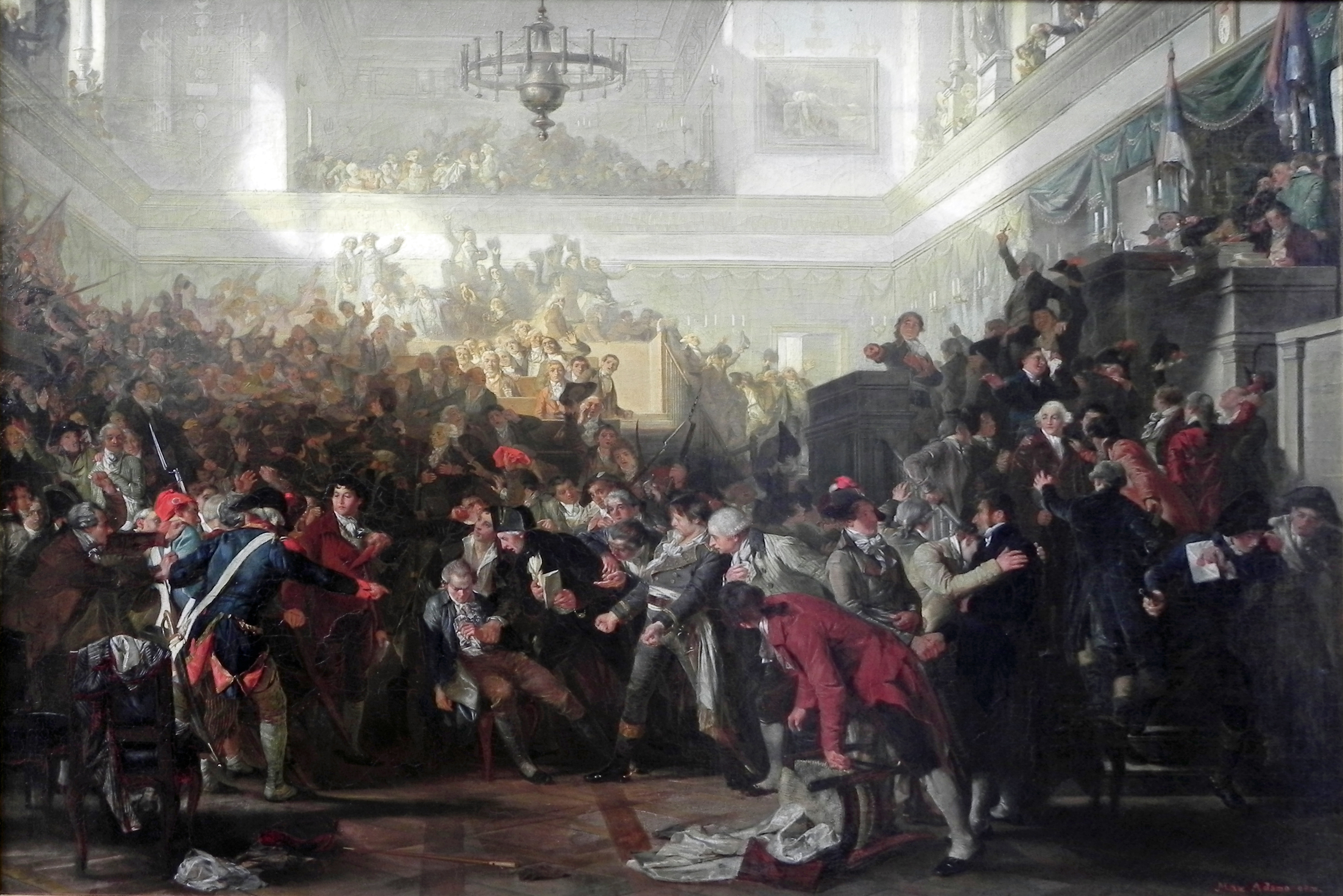
Le renversement de Robespierre à la Convention le 9 thermidor an II (tableau de Max Adamo, 1870, Alte Nationalgalerie, Berlin.)

De retour à l'Assemblée, Calès n'appuie aucune des propositions sanguinaires de la Convention au cours du régime de la terreur et garde le silence jusqu'aux événements du 9 thermidor an II (27 juillet 1794) qui aboutissent à la chute de Robespierre et du régime, ouvrant ainsi la période dite de la Convention thermidorienne. Le 23 thermidor suivant (10 août 1794), Calès est nommé membre d'une commission de douze représentants chargée de lever les scellés apposés sur les papiers de Robespierre, Couthon, Saint-Just, Lebas et autres complices de la conspiration, de les examiner, et d'en faire un rapport a la Convention nationale,. Calès fait ainsi publier le 15 septembre 1794, une Liste des noms et domiciles des individus convaincus ou prévenus d'avoir pris part à la conjuration de l'infâme Robespierre qui réunit 191 personnes de l'entourage de Robespierre et qui sont toutes poursuivies. S'étant ainsi nettement prononcé contre « l'Incorruptible » et contre la Terreur, il reçoit du parti victorieux une nouvelle mission dans la Côte D’Or le 9 octobre 1794.
Il développe dans cette mission beaucoup de « prudence et de fermeté ». Il parvient, non sans peine, à mettre un terme aux excès révolutionnaires commis par les « terroristes » (partisans du régime de la terreur) et fait fermer le club de Dijon qui avait réclamé à la Convention le 7 fructidor (24 août 1794) le retour des mesures rigoureuses, comme jadis sous la Terreur. Calès déclare : « La Terreur n'est plus à l'ordre du jour ! » et fait libérer des geôles quelque 300 incarcérés et l'épuration s’opère en sens inverse. Toutes les sociétés populaires locales sont interdites et dissoutes. Inversement, il tente d'empêcher un retour en force des royalistes qui profitaient du libéralisme de la réaction thermidorienne : il menace notamment par arrêté, les prêtres réfractaires (hors les prêtres mariés, sexagénaires ou infirmes) de leur faire casser les cloches, de leur briser les croix et leurs piédestaux, et de leur interdire la célébration du culte. La Convention nationale, après avoir entendu les rapports élogieux du Comité de Salut Public (fait par Boissy d'Anglas) et du Comité de sûreté générale qui approuvent la conduite « ferme et énergique » de Calès dans la Côte D’Or,, décrète le 5 nivôse an III (25 décembre 1794) qu'il se rendra sur-le-champ à Besançon, dans le département du Doubs.

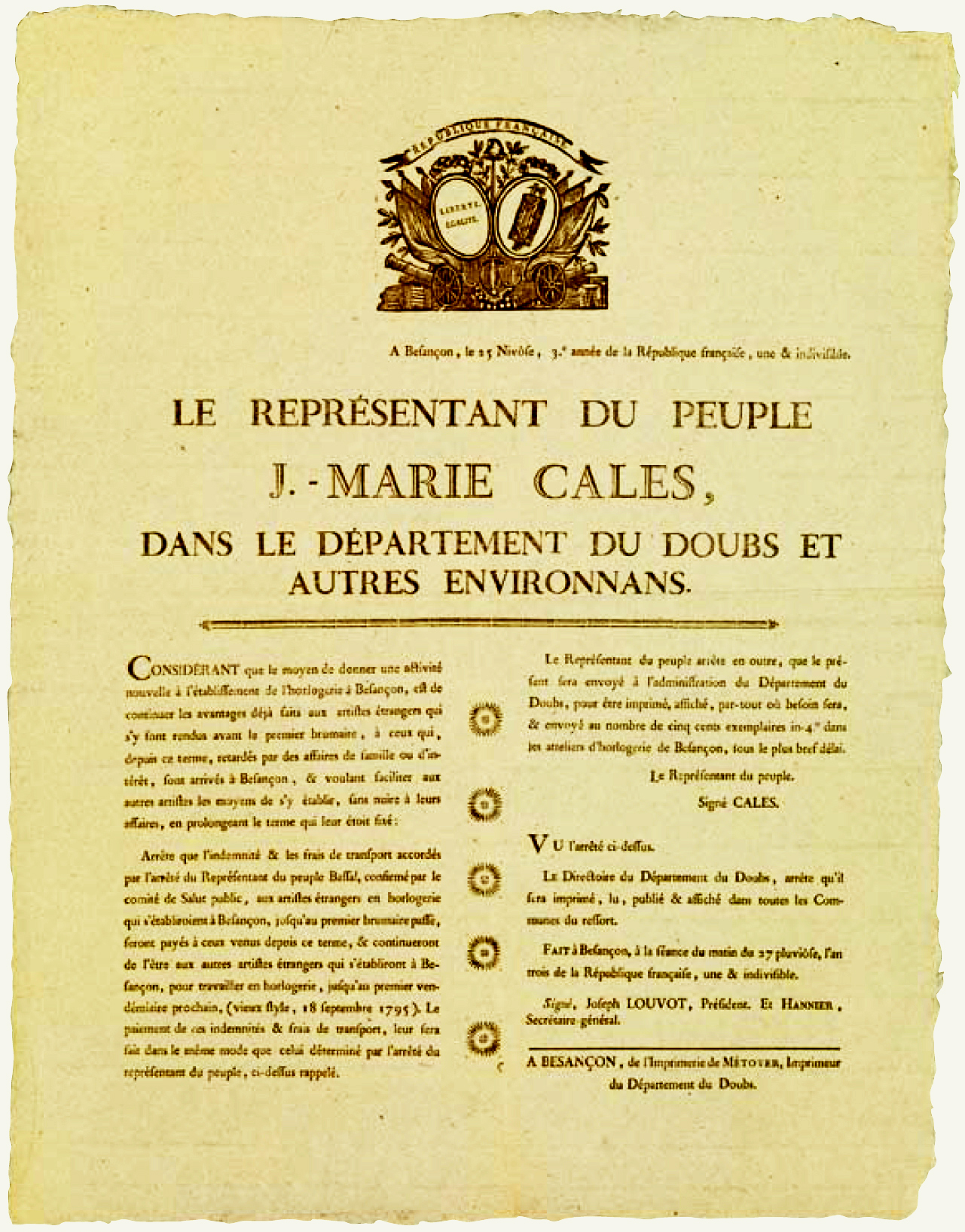
Arrêté du Représentant du peuple Calès (Besançon, Doubs) du 25 nivôse an III (14 janvier 1795).

Calès arrive dès le début de l’année 1795 dans le Doubs afin d'y développer l'industrie locale. Il y est autorisé à prendre toutes les mesures propres à favoriser les progrès de la célèbre fabrique d'horlogerie franc-comtoise de Besançon et à la délivrer des entraves qui s'opposent à son succès,. Il est pareillement chargé d'entretenir en activité dans les départements du Doubs et autres environnants, les forges et fourneaux qui alimentent les fonderies de canons, de fer et manufactures d'armes. Le 25 nivôse an III (14 janvier 1795), Calès publie un arrêté, affiché dans toutes les communes du département, qui encourage les horlogers suisses à s’installer à Besançon. Cet arrêté proroge le décret du 21 brumaire an II (11 novembre 1793) qui accordait le droit de citoyenneté, une dispense de service militaire ou des facilités de logement aux immigrés suisses venus fonder le pôle industriel horloger de la capitale franc-comtoise et la Manufacture Française d'Horlogerie de Besançon (fondée par décret, le 1er juin 1794). Ainsi, grâce à ces encouragements significatifs du représentant Calès et des pouvoirs publics français, de seulement 80 horlogers suisses arrivés à Besançon en 1793, leur nombre atteindra les 1500 à la fin de l'Empire, Besançon devenant à la fin du XIXe siècle, et encore de nos jours, la Capitale française de l'horlogerie.

#### Au Comité de sûreté générale

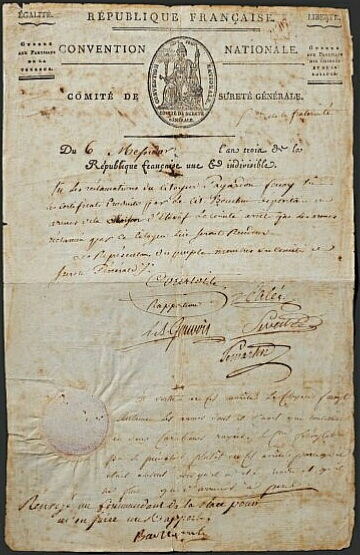
Arrêté du Représentant du peuple Calès, membre du Comité de Sûreté générale, contresigné par Buonaparte (6 Messidor An III (24 Juin 1795) à Paris)

De retour à Paris, Le 15 ventôse an III (5 mars 1795), Calès est élu membre du Comité de sûreté générale. Il y est réélu une seconde fois le 2 août 1795. Lors de la séance historique de la Convention nationale du 6 octobre 1795 qui se tient au lendemain de l'insurrection royaliste du 13 vendémiaire an IV (5 octobre 1795), Calès vient y annoncer sous les applaudissements de ses collègues les députés qu'il venait, « à la tête de la force armée », de faire évacuer et de fermer la salle où les électeurs de la section du Théâtre-Français (située entre l’École de médecine et le théâtre de l'Odéon et dont les membres illustres furent Danton, Desmoulins et Marat) se réunissaient pour protester contre les décrets de la Convention et pour organiser les émeutes débutées la veille. Ce coup de force mené contre la Convention et la jeune République est par ailleurs réprimé dans le sang par le commandant des troupes de Paris Paul Barras et le tout jeune général Napoléon Bonaparte.
Calès demeure au Comité jusqu'au Directoire, lorsqu'il est remplacé par le Ministère de la Police générale (loi du 2 janvier 1796).

### Sous le Directoire

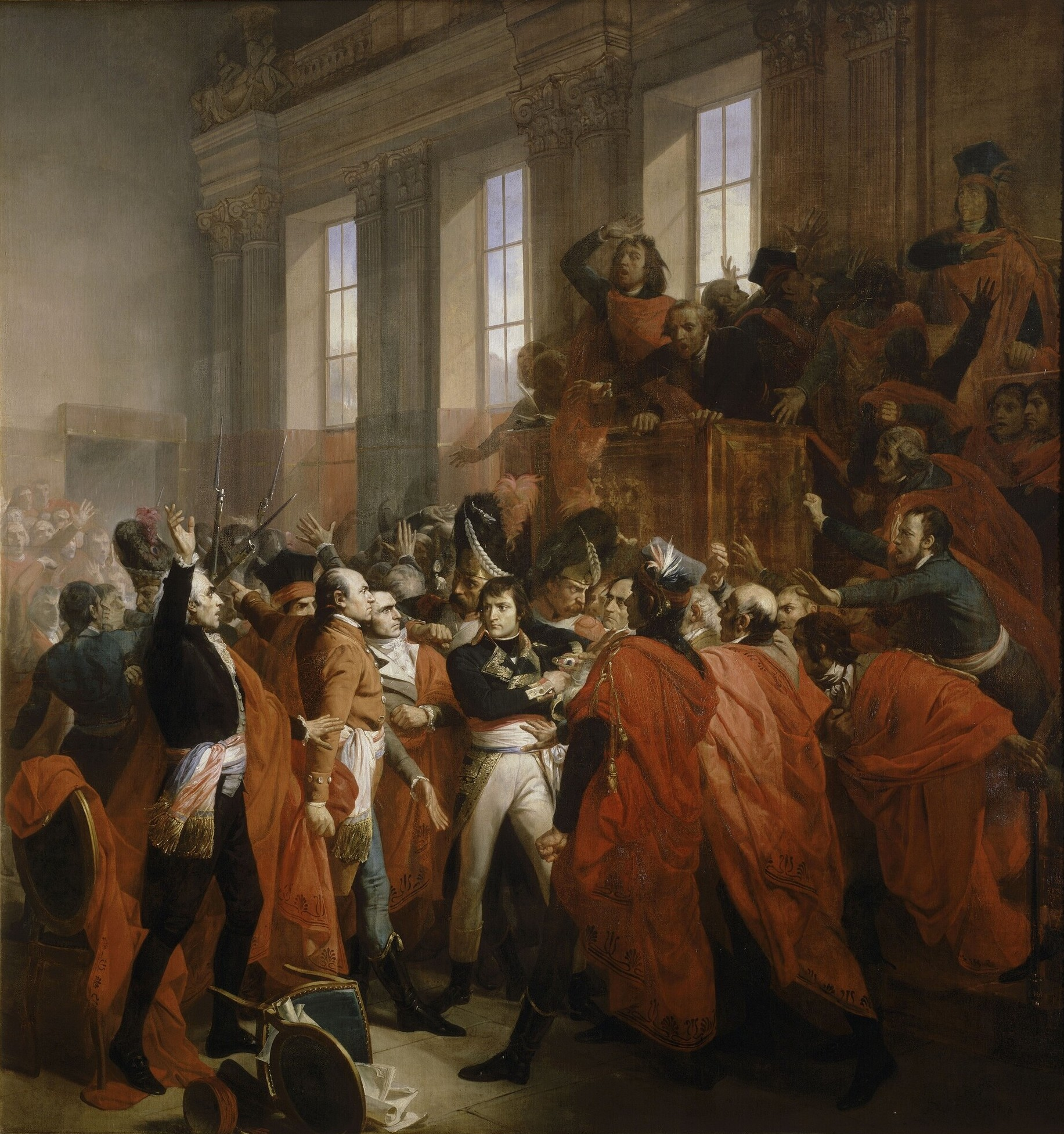
Les députés du Conseil des Cinq-Cents (en costume rouge), un an après le depart de Calès le 20 mai 1798. (Le général Bonaparte au Conseil des Cinq-Cents, à Saint Cloud — Coup d'État des 18-19 brumaire an VIII par François Bouchot)

Calès est élu député au Conseil des Cinq-cents lors des élections législatives du 23 vendémiaire an IV (15 octobre 1795), selon une procédure permettant que les 2/3 des sièges reviennent à d'anciens conventionnels (en vertu du décret des deux tiers, pris peu de temps auparavant, pour éviter un retour en force des royalistes). Ces principes furent précédemment établis par la Constitution de l'an III, qui avait été adoptée par la Convention le 22 août 1795, inaugurant ainsi le nouveau régime du Directoire. La Convention tient sa dernière séance le 4 brumaire an IV (26 octobre 1795) et se sépare aux cris prolongés de « Vive la République ! », après avoir décrété une amnistie pour les délits révolutionnaires et prononcé l'abolition de la peine de mort « à dater du jour où la paix générale sera conclue ».

Le mandat de Calès est renouvelé le 20 nivôse an V (9 janvier 1797). Il prend part, dans un Paris occupé militairement, au Coup d'État du 18 fructidor an V (5 septembre 1797) mené contre les royalistes devenus majoritaires au Conseil des Cinq-Cents et au Conseil des Anciens et concourt de tout son pouvoir au succès de cette journée. Le jour même, les Assemblées déménagent à l'Odéon (Conseil des Cinq-Cents) et à l'École de médecine (Conseil des Anciens).    

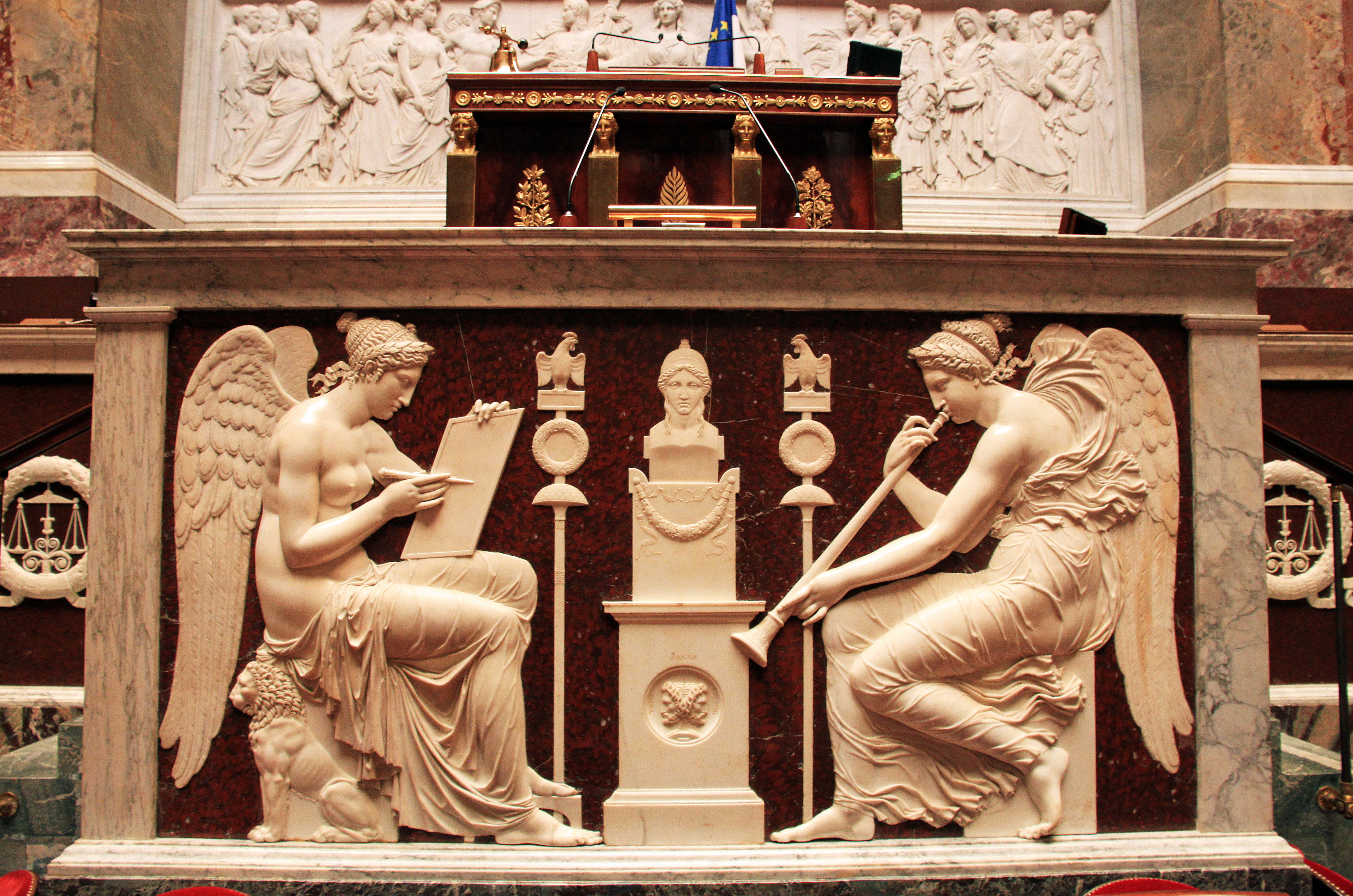
La tribune de l'orateur dans l'hémicycle du Palais Bourbon et son bas-relief sculpté par François-Frédéric Lemot en 1798 sont commandés par Calès, alors député et questeur du Conseil des Cinq-Cents.

Il fait, par ailleurs, plusieurs rapports au Conseil (qui sont adoptés) sur le costume des représentants, sur celui des secrétaires, des messagers d'État et des huissiers du Corps législatif, sur la création d'écoles de santé à Paris, Angers, Bruxelles et Montpellier (12 brumaire an VI - 2 novembre 1797), sur l'enseignement médical (29 germinal an VII - 18 avril 1798), et sur l'organisation de l'École polytechnique (rapport dans lequel il demande, entre autres, qu'on n'y admît que « des jeunes gens connus par leur civisme »).  
 
Calès est enfin choisi et nommé par ses pairs questeur de l'assemblée. La première grande œuvre réalisée sous sa responsabilité est la construction du premier hémicycle du Palais Bourbon, aujourd'hui disparu, et qui dure presque trois ans. Les noms de « Talot, Jacomin, Martinel, Laa et Calès,» sont gravés sur une plaque de cuivre placée sous le marbre de la « tribune de l'orateur » à l'occasion de l'installation du Conseil des Cinq-Cents dans son nouveau palais le 21 janvier 1798. Cette tribune, dont le bas-relief sculpté par François-Frédéric Lemot représente l'Histoire faisant face à la Renommée, existe toujours et est encore utilisée de nos jours.

### Sous l'Empire et sous la Restauration

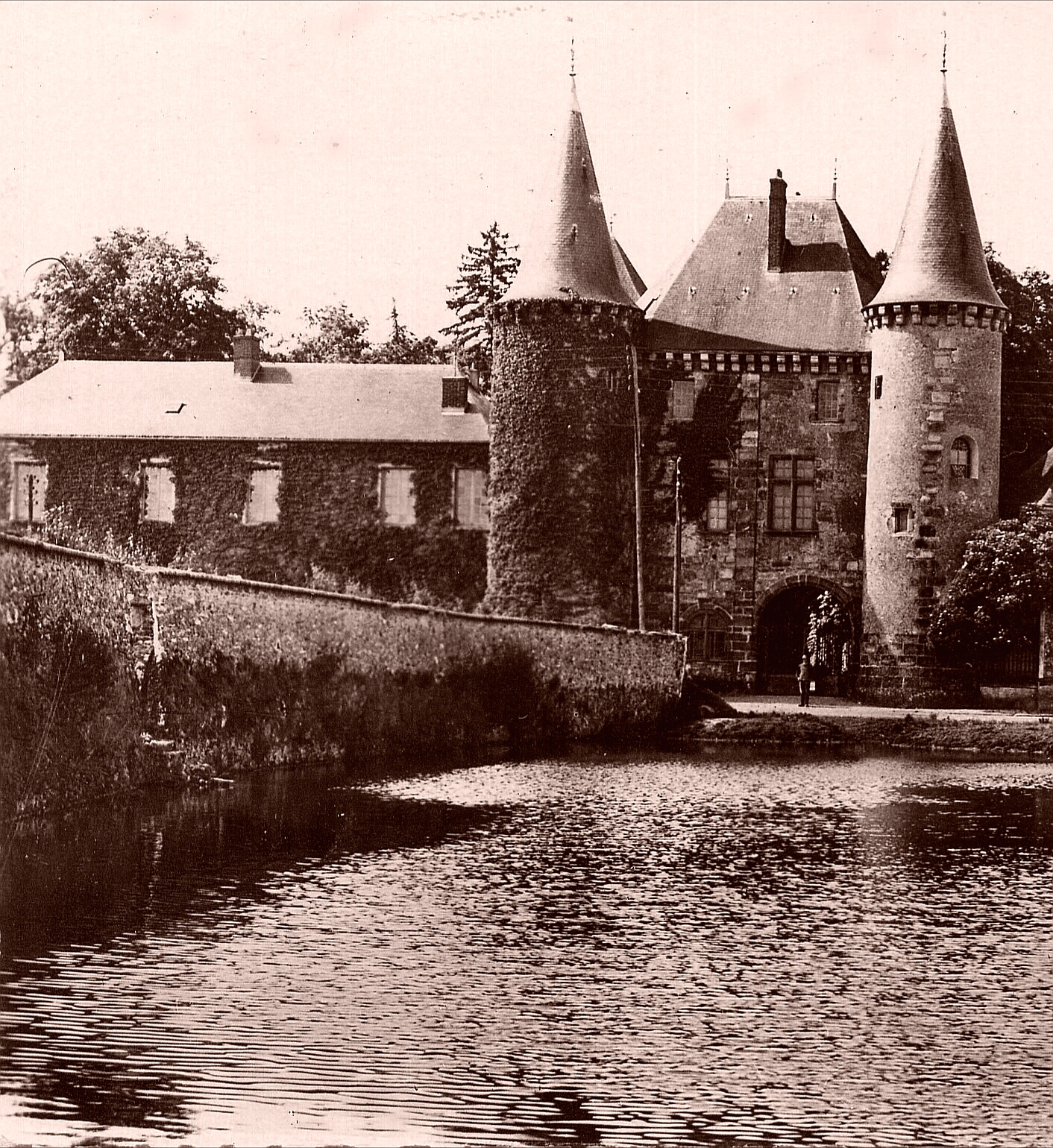
Demeure de Jean-Marie Calès aux Bordes (Yvelines, France). Photographie d'Émile Mignon.

Calès prend sa retraite de parlementaire à la fin de son mandat le 20 mai 1798, à l'issue du troisième renouvellement annuel du tiers des Conseils. Il se retire dans sa propriété, le château des Bordes, qu'il avait acheté comme bien national en 1796. Cette ferme d’une centaine d’hectares, dont les descendants du seigneur de Bonnelles étaient les propriétaires sous l’Ancien Régime, se trouve dans la commune de La Celle-les-Bordes, près de Rambouillet et non loin de Paris. Calès reprend l'exercice de la médecine et devient maire du hameau des Bordes. Il se met également à élever des mérinos de pure-race, une espèce de moutons rare à l'époque. Il vit une retraite calme aux Bordes tout au long des dernières heures du Directoire et durant tout le Consulat et l'Empire, soit pendant 18 ans.
Cependant, à la chute de Napoléon, sous la restauration, Calès est condamné à l'exil comme régicide et banni du territoire national par la loi d'amnisitie du 12 janvier 1816 proclamée par Louis XVIII. Il doit quitter précipitamment la France avec un passeport pour l’Allemagne délivré par le ministre de la Police. Son épouse et lui n'emportent que peu d'effets personnels, dont un seul livre : les œuvres d'Hippocrate (édition ancienne Van der Linden, Leyde, 1665), dont Calès fait cadeau au docteur qui le soigne dans sa dernière maladie.
Après avoir habité Munich (Allemagne) et Bâle (Suisse), il se réfugie à Liège (Belgique) avec son épouse et plusieurs autres conventionnels régicides, dont l'ancien président de la Convention et député de la Marne Thuriot de la Rozière, et les députés d'Ille-et-Vilaine Duval, du Lot-et-Garonne Paganel, de la Haute-Garonne Mailhe, d'Indre-et-Loire Ysabeau et de l'Oise Matthieu-Miranpal. Il est aidé pour son installation dans la ville belge par un certain commissaire de police Wassin, qui le prend au début pour son jeune frère (le colonel de la Grande Armée Jean-Chrysostôme Calès) avec lequel il avait servi. Pour survivre, il y exerce la médecine ainsi que d'autres activités comme des travaux sur l’économie de l'agriculture,, comme il le mentionne lui-même dans une lettre révélatrice adressée à l'un de ses neveux Godefroy Calès (et à son petit-neveu de cinq ans, Jean Jules Godefroy Calès, tous deux futurs députés républicains en 1848 et en 1885), qui donne d’intéressants renseignements sur la vie qu’il mène dans la ville belge. Il y démontre également que, jusqu'au crépuscule de sa vie, il conserve une exécration constante et durable de la noblesse : « Ces nobles n’ont aucune noblesse et que tant que cette caste existera elle fera le malheur de la France. Je ne désire pas qu’on l’anéantisse, mais je voudrais qu’on la mit dans l’impuissance de nuire. » Peu de temps après son arrivée à Liège, les Bourbons, sur les instances d’un ami de Calès auquel il avait sauvé la vie durant la terreur, consentent à le laisser rentrer en France. Mais il refuse, alléguant qu’exilé par une loi, il ne pouvait y rentrer que par une loi. Après la révolution de 1830, il ne désire pas profiter de l'abrogation de la loi d'amnistie promulguée par la monarchie de Juillet et ne rentre ainsi pas en France.
Calès décède six ans après sa femme à Liège le 13 avril 1834, à l'âge de 76 ans et après 18 ans d'exil.

## Généalogie
Jean-Marie Calès est :
- le frère aîné de Jean-Chrysostôme Calès (1769-1853), colonel de la Grande-Armée et baron d'Empire (et qui fut aussi un élu de l'éphémère Chambre des représentants mise en place lors des Cent-Jours par Napoléon Ier en 1815) ;
- l'oncle de Godefroy Calès (1799-1868), député à l'Assemblée nationale constituante (Deuxième République) (1848-1849) ;
- le grand-oncle de Jean Jules Godefroy Calès (1828-1889), député à la Chambre des députés (Troisième République) (1885-1889).